# Ixodia (Asteraceae)
Ixodia là một chi thực vật có hoa trong họ Cúc (Asteraceae).

## Loài
Chi Ixodia gồm các loài:

- Ixodia achillaeoides R.Br. (S.A., Vic.)
  - Ixodia achillaeoides R.Br. subsp. achillaeoides (S.A.)
  - Ixodia achillaeoides subsp. arenicola (Schltdl.) Copley (S.A., Vic.)
- Ixodia flindersica Copley (S.A.)